# Винсент, Алекс
Алекса́ндр «А́лекс» Ви́нсент ЛоШиа́лпо (англ. Alexander «Alex» Vincent LoScialpo; род. 29 апреля 1981, Ньюарк, Нью-Джерси, США) — американский актёр и звукорежиссёр. Наиболее всего известен по роли Энди Баркли в хоррор-франшизе «Детские игры».
Имеет итальянские и ирландские корни.

## Биография
Винсент родился 29 апреля 1981 года в городе Ньюарк в штате Нью-Джерси, США. Винсент имеет итальянские и ирландские корни, которые отразились на его имени и фамилии.
В 1999 году Винсент закончил Среднюю школу Хакенсака.

## Карьера
Желание Винсента стать актёром проснулось у него в возрасте пяти лет, когда он увидел свою соседку по телевизору. Чтобы попробовать себя в этой стезе, Винсент обратился к её агенту и получил небольшие роли в коротких рекламных роликах.
В 1987 году Винсент прошёл прослушивание на роль Энди Баркли в фильме ужасов «Детские игры». Кроме него на роль претендовала ещё сотня детей, однако Винсенту удалось удивить продюсеров, когда он, в отличие от других детей, отказался ругаться в присутствии своей мамы. В итоге, Винстент получил роль.

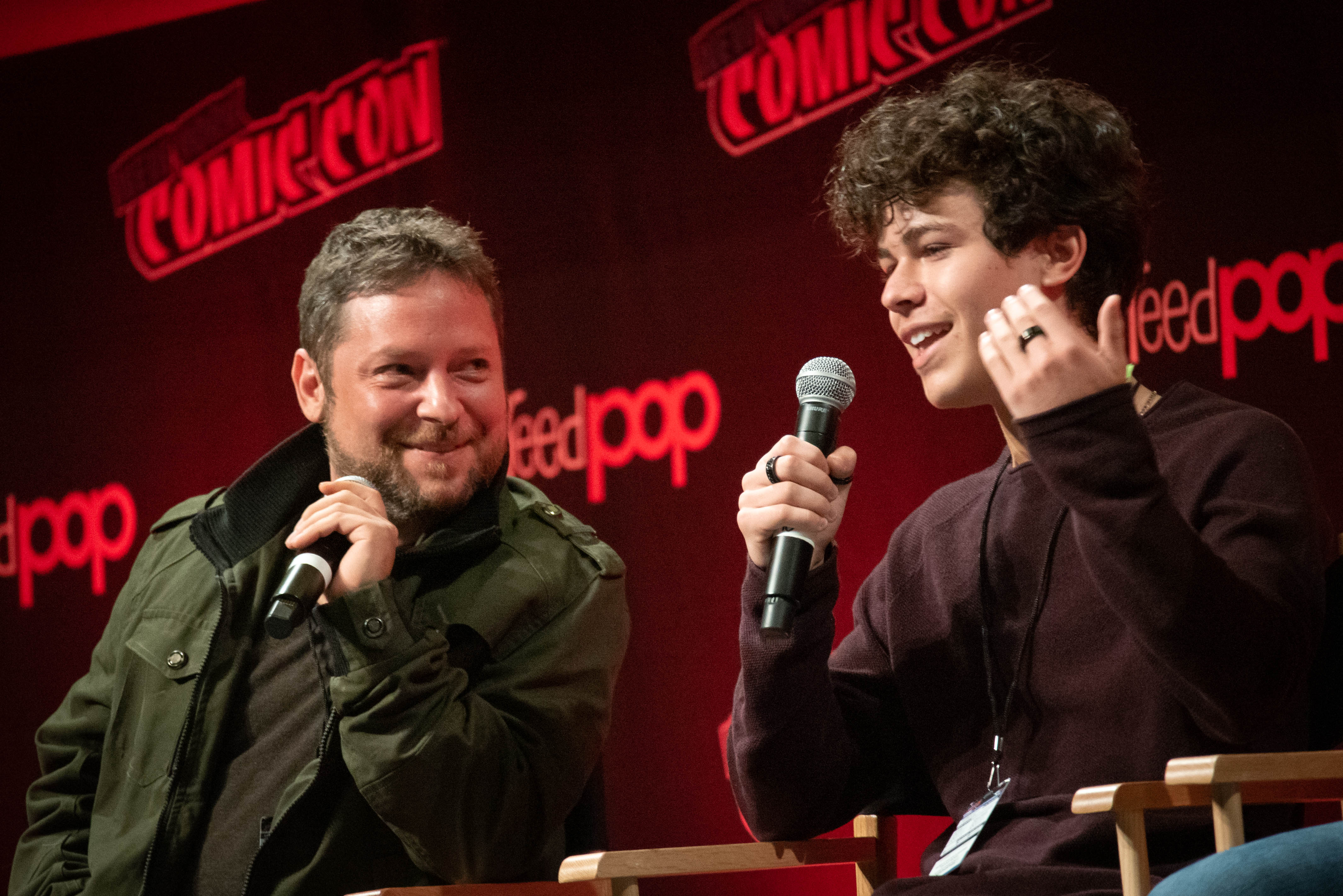
Алекс Винсент и Закари Артур на New York Comic Con в 2021 году

После этого Винсент также продолжил исполнять роль Энди Баркли во франшизе на протяжении десятилетий: в фильмах «Детские игры 2» (1990), «Проклятие Чаки» (2013) и «Культ Чаки» (2017) и телесериале «Чаки» (2021—2024).
Кроме своей карьеры в кино Винсент также имеет свой бизнес: он является владельцем и продюсером студии звукозаписи и продюсерской компании AV Productions, которая расположена в городе Клируотере в штате Флорида.

## Личная жизнь
Винстент окончил Среднюю школу Хакенсака в 1999 году. Также, он проходил обучение в Университете Полных Парусов, расположенном в штате Флорида.

## Фильмография
| Год       |     | Русское название          | Оригинальное название      | Роль            |
| --------- | --- | ------------------------- | -------------------------- | --------------- |
| 1988      | ф   | Детские игры              | Child's Play               | Энди Баркли     |
| 1989      | ф   | Совсем как в кино         | Just Like in the Movies    | Картер Легранд  |
| 1989      | ф   | Подожди до весны, Бандини | Wait Until Spring, Bandini | Федерико        |
| 1990      | ф   | Детские игры 2            | Child's Play 2             | Энди Баркли     |
| 1993      | ф   | Сокровище моей семьи      | My Family Treasure         | Джефф Дэниелофф |
| 2008      | ф   | Мёртвая страна            | Dead Country               | Алекс           |
| 2011      | ф   | На цепи                   | On the Ropes               | пранкер         |
| 2013      | ф   | Резня в доме для гостей   | House Guest Massacre       | Роб Мёрфи       |
| 2013      | в   | Проклятие Чаки            | Curse of Chucky            | Энди Баркли     |
| 2017      | кор | Сладкоежка                | Sweet Tooth                | врач            |
| 2017      | в   | Культ Чаки                | Cult of Chucky             | Энди Баркли     |
| 2019      | ф   | Тёмная военщина           | The Dark Military          | Винс            |
| 2020      | с   | К югу от Централа         | South of Central           | самого себя     |
| 2021—2024 | с   | Чаки                      | Chucky                     | Энди Баркли     |